# Забродин, Виктор Иванович
Виктор Иванович Забродин (род. 1945) — советский футболист, полузащитник и нападающий.

## Биография
Виктор Забродин родился в 1945 году.
Играл в футбол на позициях полузащитника и нападающего. В 1963 году впервые попал в заявку выступавшего в первой группе класса «А» чемпионата СССР бакинского «Нефтяника», однако играл только за дубль, в составе которого забил 2 мяча.
В 1964 году дебютировал в «Нефтянике», но участвовал только в одном матче чемпионата СССР. В 1965 году провёл за бакинцев 2 поединка и по ходу сезона перебрался в кировабадское «Динамо», игравшее в классе «Б». Сыграл в его составе 7 матчей, забил 1 гол. В 1966 году лишь раз выходил в составе «Динамо» во второй группе класса «А».
В 1968 году играл в сумгаитском «Поладе», провёл во второй группе класса «А» 16 матчей, забил 3 мяча. В 1969 году вернулся в кировабадское «Динамо», выступавшее на том же уровне, участвовал в 30 матчах, забил 2 мяча.
В 1970 году играл в классе «Б» за майкопскую «Дружбу», провёл 16 матчей, забил 1 гол. По ходе сезона вернулся в «Полад», сыграл за него в 6 поединках.
Оставшуюся часть карьеры провёл в джамбульском «Алатау» во второй лиге: в 1971 году на его счету 33 матча и 2 мяча, в 1973 году — 18 матчей и 1 мяч, в 1974 году — 3 матча.